# Булдуруй 1-й
Булдуруй 1-й — село в Нерчинско-Заводском районе Забайкальского края, административный центр сельского поселения «Булдуруйское».

## География
Село находится в южной части района на расстоянии примерно 30 километров (по прямой) на юг от села Нерчинский Завод.
Климат
Климат характеризуется как резко континентальный, с продолжительной морозной зимой и относительно коротким тёплым летом. Средняя температура самого тёплого месяца (июля) составляет 18 — 19 °С (абсолютный максимум — 40 °С). Средняя температура самого холодного месяца (января) — −28,9 °С (абсолютный минимум — −53 °С). Годовое количество осадков — 412—420 мм.
Часовой пояс
Село находится в часовой зоне МСК+6. Смещение применяемого времени относительно UTC составляет +9:00.

## История
Основано в 1689 году. В середине XIX века посёлок в составе пешего войска Забайкальского казачьего войска. Крестьяне были переведены в казачье сословие. В 1915 переименован в посёлок Георгиевский. Прежнее название селу возвращено после Октябрьского революции. В советский период истории работали колхозы им. МТС, «Рассвет». С 1994 — отделение ТОО (позже СХК) «Рассвет» мясомолочного и зерноводческого направления.

## Население
Постоянное население составляло в 2002 году 427 человек (97 % русские), в 2010 году 270 человек.